# Wapen van Warmenhuizen

Wapen van Warmenhuizen

Het wapen van Warmenhuizen werd op 22 oktober 1817 door de Hoge Raad van Adel bevestigd in gebruik bij de Noord-Hollandse gemeente Warmenhuizen. De gemeente is in 1990 opgegaan in de gemeente Harenkarspel, die een nieuw wapen aanvroeg met in het eerste kwartier twee kepers uit het wapen van Warmenhuizen.

## Blazoenering
De blazoenering van het wapen luidde als volgt:
Van keel, beladen met 5 chevrons van zilver.
Het wapen is rood van kleur met daarop vijf zilveren chevrons, ook wel kepers genoemd.

## Vergelijkbare wapens
Het wapen van Warmenhuizen is een afgeleide van het wapen van het huis Egmont. Daardoor is het wapen, op historische gronden, te vergelijken met de volgende wapens:

Het wapen van het huis Egmont
Het wapen van Egmond
Het wapen van Harenkarspel
Het wapen van Langedijk
Het wapen van Maassluis
Het wapen van Oud-Beijerland
Het wapen van Den Helder